# Egon Wisniowski
Egon Wisniowski (19 februari 1985) is een Belgisch voetballer die uitkomt voor KSK Hasselt. Wisniowski is een verdediger.

## Carrière
Wisniowski startte zijn jeugdcarrière in 1992 bij Sparta Kuringen. Via Sporting Hasselt, waar hij kampioen werd bij de miniemen, belandde hij in 1997 bij STVV. Daar stroomde hij in het seizoen 2003/04 door naar de A-kern. Op 8 mei 2004 maakte hij op de voorlaatste speeldag van de Jupiler Pro League zijn profdebuut: tegen Antwerp FC viel hij in de 87e minuut in voor Dries Jacquemyn. Mede door de schorsing van Christopher Baratto, die een maand eerder rood had gepakt tegen Lierse SK, kreeg hij op de slotspeeldag een basisplaats tegen KAA Gent.
In de heenronde van het seizoen 2004/05 kreeg Wisniowski in de competitie twee basisplaatsen van trainer Marc Wilmots. In de terugronde kreeg hij, mede door de blessure van Claude Kalisa en de mindere speeltijd van Lassina Diabaté (die bij STVV was omgeschoold tot verdediger), meer speelkansen. Wisniowski klokte dat seizoen uiteindelijk af op zeventien competitiewedstrijden, waarin hij twee keer scoorde. Wisniowski scoorde allebei die doelpunten in de 2-1-zege tegen La Louvière op de 30e competitiespeeldag.
Het seizoen waarin Wisniowski het meest aantal wedstrijden speelde voor STVV, is het seizoen 2005/06.
Hij speelde er tot 2008, toen Progresul Boekarest via een managementbureau aan zijn deur klopte. Na een geslaagde test kreeg hij een driejarig contract bij de Roemeense tweedeklasser.
Het zag er mooi uit: Progresul was een ambitieuze club die zicht had op promotie naar eerste klasse (tijdens de winterstop stond de club op de tweede plaats in het klassement), maar de spelers ontvingen slechts tweeënhalve maand loon. De voetbalbond klaagde de voorzitter aan en de club kreeg een nieuwe voorzitter. Die wenste echter de schulden van zijn voorganger niet te vereffenen. Hierdoor mocht Progresul niet meer deelnemen aan de competitie en degradeerde het naar derde klasse. Gevolg: alle spelers waren vrij. Hoewel Wisniowski aanbiedingen kreeg van enkele andere Roemeense clubs, verkoos hij een terugkeer naar België en tekende hij bij CS Visé.

## Statistieken
| Seizoen         | Club                   | Competitie         | Competitie | Competitie | Play-offs | Play-offs | Beker | Beker | Totaal | Totaal |
| Seizoen         | Club                   | Competitie         | Wed.       | Dlp.       | Wed.      | Dlp.      | Wed.  | Dlp.  | Wed.   | Dlp.   |
| --------------- | ---------------------- | ------------------ | ---------- | ---------- | --------- | --------- | ----- | ----- | ------ | ------ |
| 2003/04         | Sint-Truidense VV      | Jupiler Pro League | 2          | 0          | —         | —         | 0     | 0     | 2      | 0      |
| 2004/05         | Sint-Truidense VV      | Jupiler Pro League | 17         | 2          | —         | —         | 0     | 0     | 17     | 2      |
| 2005/06         | Sint-Truidense VV      | Jupiler Pro League | 25         | 0          | —         | —         | 0     | 0     | 25     | 0      |
| 2006/07         | Sint-Truidense VV      | Jupiler Pro League | 12         | 1          | —         | —         | 0     | 0     | 12     | 1      |
| 2007/08         | Sint-Truidense VV      | Jupiler Pro League | 10         | 0          | —         | —         | 0     | 0     | 10     | 0      |
| 2008/09         | FC Progresul Boekarest | Liga IV            | 17         | 3          | —         | —         | 0     | 0     | 17     | 3      |
| 2009/10         | RCS Visé               | Tweede klasse      | 30         | 2          | 0         | 0         | 0     | 0     | 30     | 2      |
| 2010/11         | RCS Visé               | Tweede klasse      | 23         | 3          | 0         | 0         | 0     | 0     | 23     | 3      |
| 2011/12         | Lommel United          | Tweede klasse      | 27         | 0          | 0         | 0         | 2     | 0     | 29     | 0      |
| 2012/13         | Lommel United          | Tweede klasse      | 20         | 2          | 0         | 0         | 1     | 0     | 21     | 2      |
| 2013/14         | KSK Hasselt            | Derde klasse B     | 0          | 0          | 0         | 0         | 0     | 0     | 0      | 0      |
| Carrière totaal | Carrière totaal        | Carrière totaal    | 183        | 13         | 0         | 0         | 3     | 0     | 186    | 13     |